# Desa Kalensari (administrativ by i Indonesien, lat -6,35, long 107,91)
Desa Kalensari är en administrativ by i Indonesien.   Den ligger i provinsen Jawa Barat, i den västra delen av landet, 120 km öster om huvudstaden Jakarta.